# دوري أندورا الممتاز 2002–03
دوري أندورا الممتاز 2002–03 هو الموسم 8 من  دوري أندورا الممتاز. أقيم خلال الفترة 15 سبتمبر 2002 وحتى 4 مايو 2003، والذي يشرف على تنظيمه اتحاد أندورا لكرة القدم، وكان عدد الأندية المشاركة فيه  9، وفاز فيه نادي سانتا كولوما.